# Tarachodes usambaricus
Tarachodes usambaricus är en bönsyrseart som beskrevs av Sjöstedt 1909. Tarachodes usambaricus ingår i släktet Tarachodes och familjen Tarachodidae. Inga underarter finns listade i Catalogue of Life.